# Krumbjörnbär
Krumbjörnbär (Rubus curvaciculatus) är en rosväxtart som beskrevs av Walsemann och Heinrich E. Weber. Enligt Catalogue of Life ingår Krumbjörnbär i släktet rubusar och familjen rosväxter, men enligt Dyntaxa är tillhörigheten istället släktet rubusar och familjen rosväxter. Arten har ej påträffats i Sverige. Inga underarter finns listade i Catalogue of Life.